# Distretto di Mogolo
Il distretto di Mogolo è uno dei quattordici distretti della regione di Gasc-Barca, in Eritrea. Ha per capoluogo la città di Mogolo.